# دينيسي كيلر
دينيسي كيلر (بالإنجليزية: Denise Keller)‏ هي صانعة فيديو ساخر ‏ سنغافورية، ولدت في 24 مارس 1982 في سنغافورة.